# Apostolstwo
Apostolstwo (gr. apostolos = wysłannik) – w chrześcijaństwie przybliżanie przez ludzi wierzących innych osób do Boga i wiary.

## Apostolstwo powszechne
Apostolstwo zostało zapoczątkowane przez pierwszych Apostołów w I w. Jest zadaniem wszystkich ludzi wierzących. Szczególny obowiązek "głoszenia wiary i postępowania według jej zasad" spoczywa na ludziach bierzmowanych.

## Apostolstwo świeckich
Choć powszechnie uważa się je za zadanie przede wszystkim księży i zakonników, jednak szczególnie po Soborze Watykańskim II przypomina się o obowiązku apostolstwa ludzi świeckich. O takim apostolstwie przypominali sami Papieże: Jan Paweł II i Benedykt XVI.
Dokumentem w całości poświęconym apostolstwu świeckich jest Apostolicam actuositatem.